# Michel Bourgeois
Pour les articles homonymes, voir Bourgeois.
Michel Bourgeois est un homme politique français né le 2 avril 1940 à Besançon (Doubs) et mort le 16 novembre 2022 dans la même ville,. Il a été député de la XIe législature de la Cinquième République du 30 avril 2001 au 18 juin 2002.